# Барете
Барѐте (на италиански: Barete, на местен диалект Lavarète, Лаварете) е село и община в Южна Италия, провинция Акуила, регион Абруцо. Разположено е на 800 m надморска височина. Населението на общината е 717 души (към 2010 г.).